# 니코 피로스마니
니코  피로스마니(ნიკო ფიროსმანი ნიკო ფიროსმანი)는 니카라(ნიკალა, 1862–1918)라고 부르는데 그는 사후에 유명해진 조오지아의 원초주의 화가였다. 그는 조오지아 마을 미르자아니(Mirzaani)에서 태어났는데 그의 부모는 농부였으며 작은 포도원을 가지고 있었다.

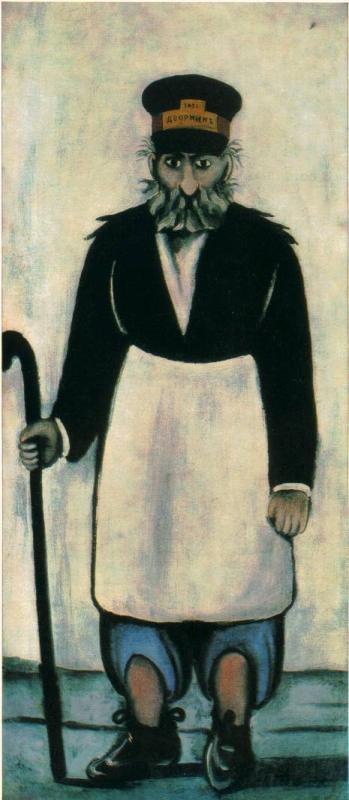
피로스마니 작 관리인, 1909년, 조지아 국립 박물관

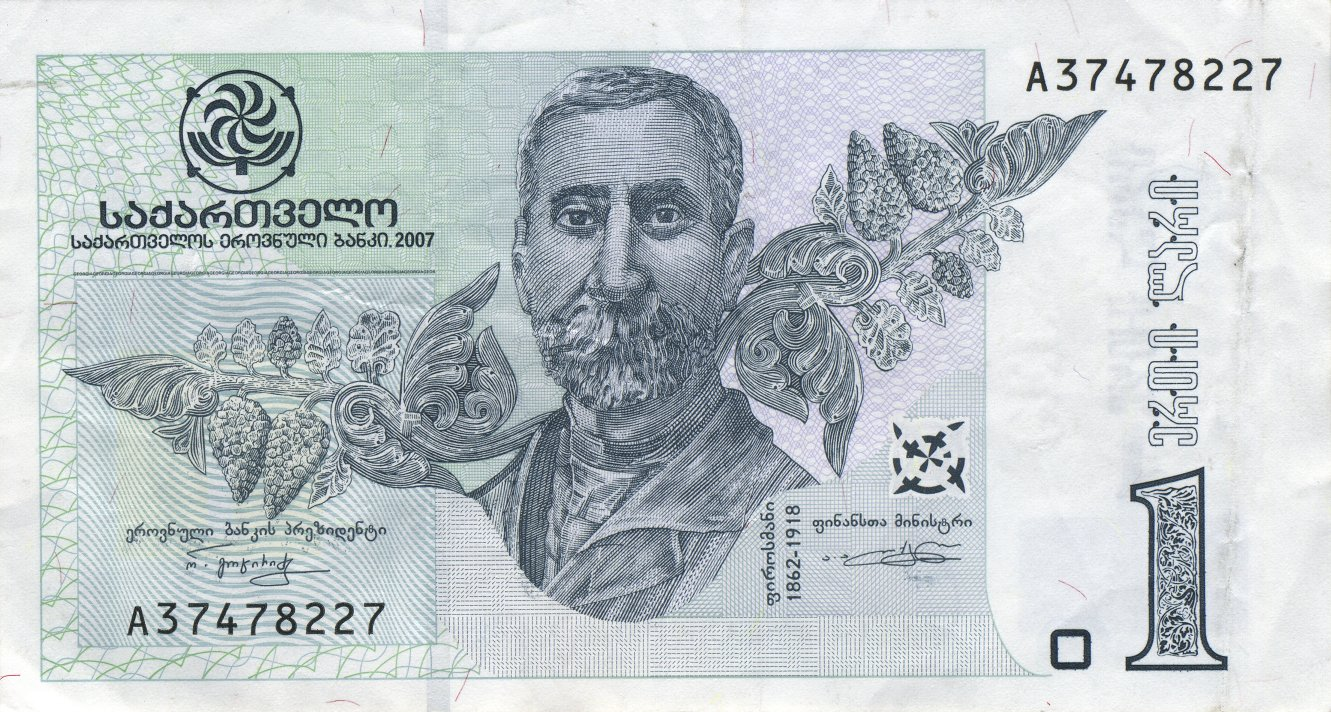
조지아 라리 에 들어있는 니코 피로스마니